# دوري السنغال الممتاز 2001-02
دوري السنغال الممتاز 2001-02 هو الموسم 37 من دوري السنغال الممتاز. كان عدد الأندية المشاركة فيه 14، وفاز فيه نادي جان دارك.